# Star (brasserie)
Pour les articles homonymes, voir Star.
 (mai 2021).
Si vous disposez d'ouvrages ou d'articles de référence ou si vous connaissez des sites web de qualité traitant du thème abordé ici, merci de compléter l'article en donnant les références utiles à sa vérifiabilité et en les liant à la section « Notes et références ».
La Brasserie STAR Madagascar (STAR pour « Société Tananarivienne de réfrigération ») est la première brasserie de Madagascar fondée en 1947 par la société La Rochefortaise. Elle produit la principale bière malgache, la Three Horses Beer (THB) et aussi plusieurs sodas sous la marque Caprice dont la limonade Bonbon anglais.
En 2011, la société est rachetée par le groupe Castel.

## Galerie

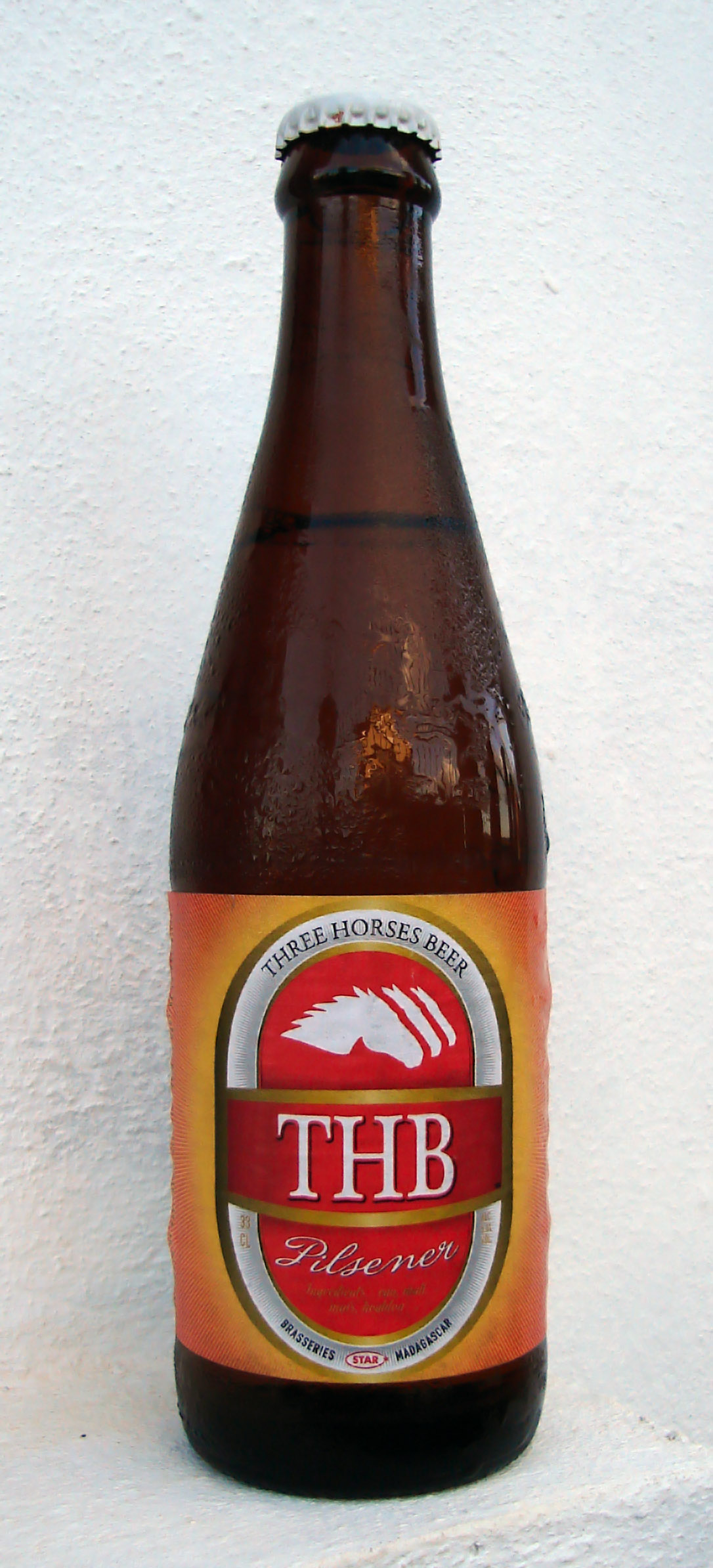
Bière THB
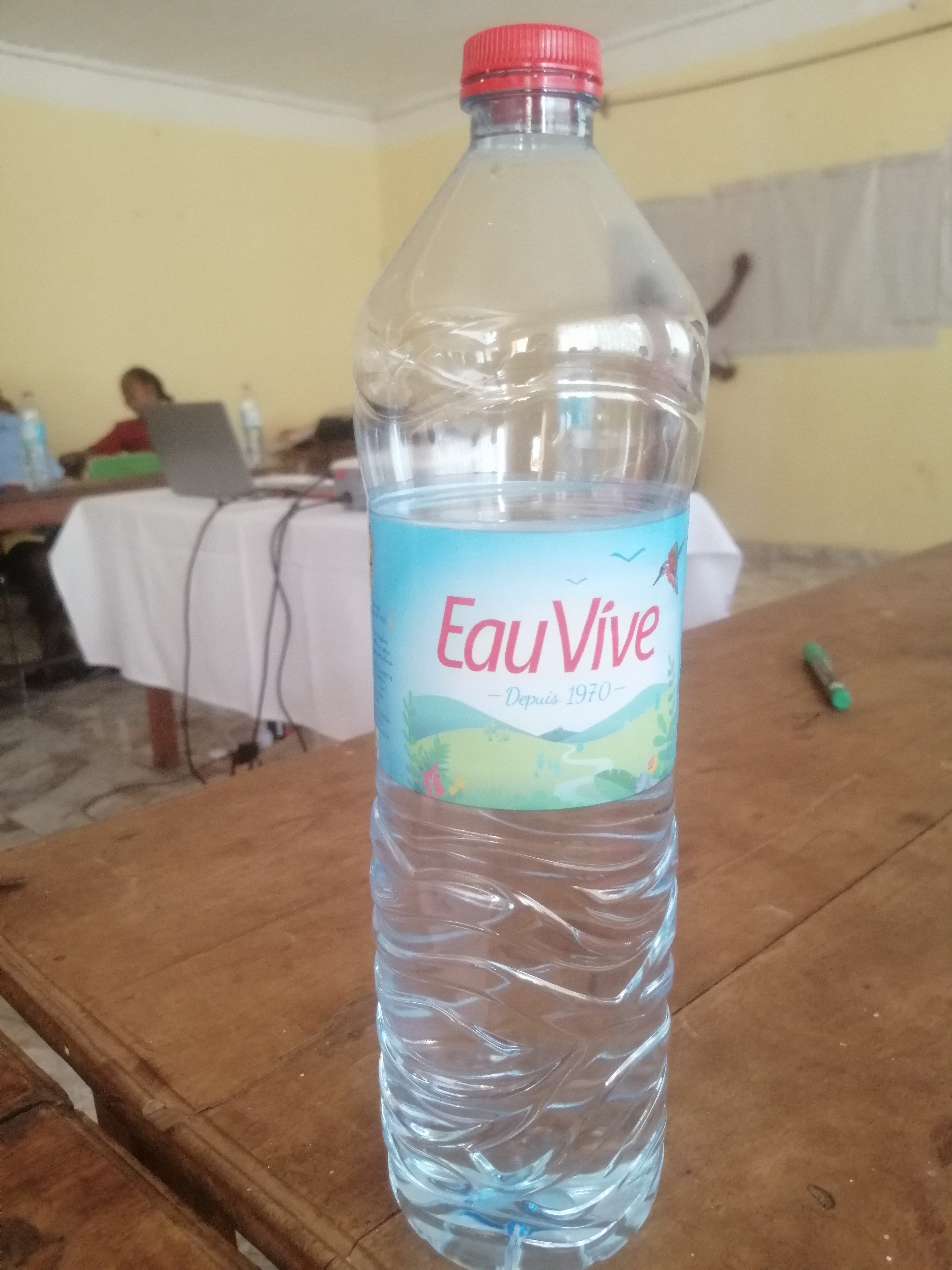
Eau
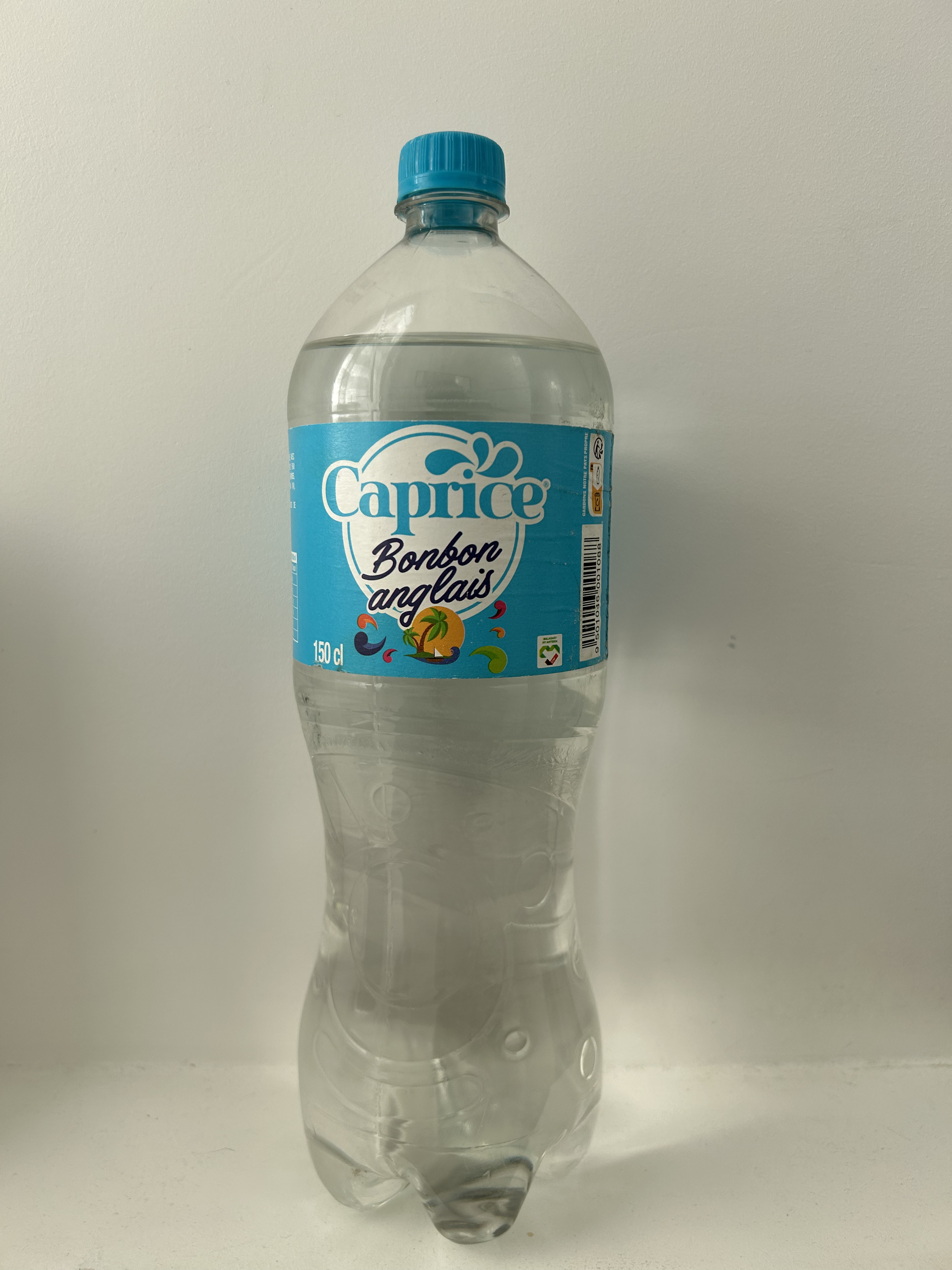
Limonade Bonbon anglais
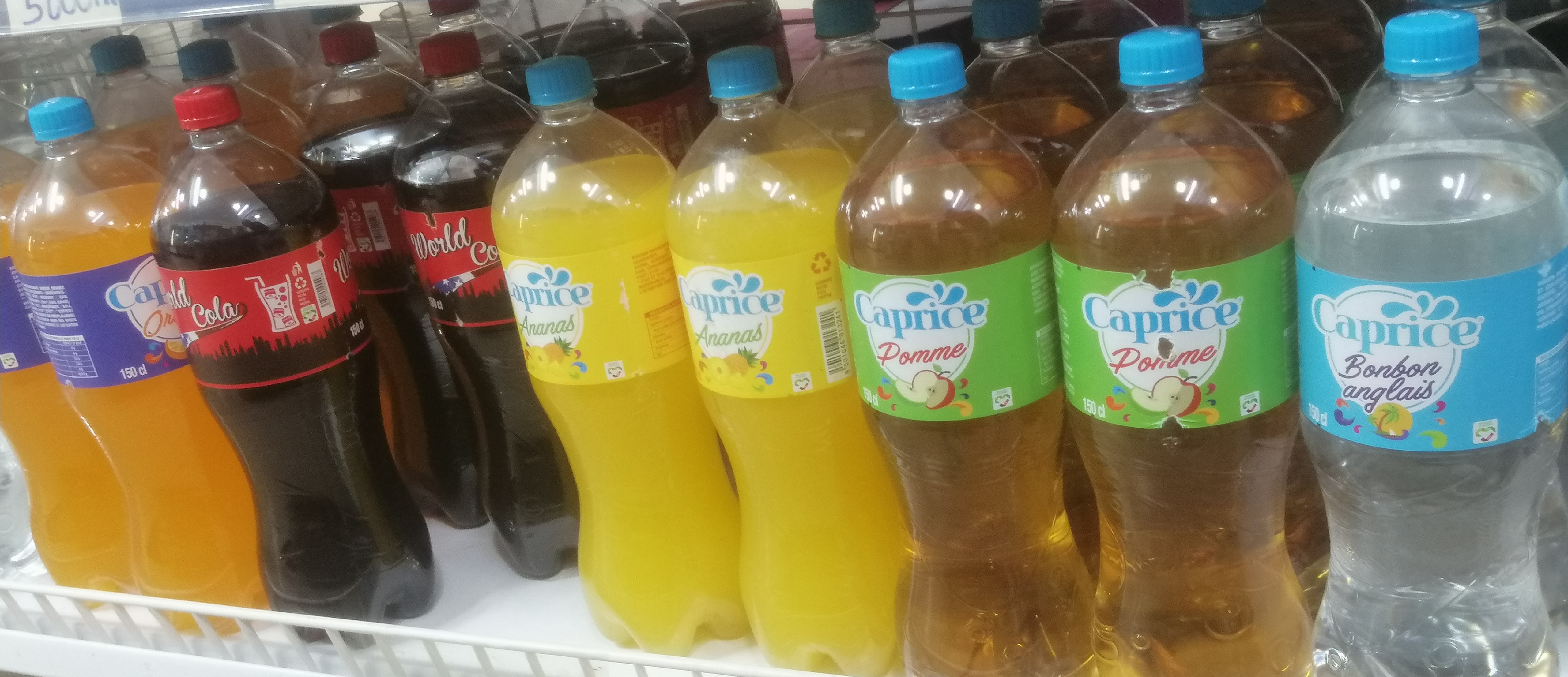
Sodas Caprice